# Laguenne
Laguenne är en kommun i departementet Corrèze i regionen Nouvelle-Aquitaine i de centrala delarna av Frankrike. Kommunen ligger  i kantonen Tulle-Campagne-Sud som tillhör arrondissementet Tulle. År 2018 hade Laguenne 1 336 invånare.

## Befolkningsutveckling
Antalet invånare i kommunen Laguenne
Referens:INSEE